# پلیس‌های فوق‌العاده میامی
پلیس‌های فوق‌العاده میامی (به انگلیسی: Miami Supercops) فیلمی است محصول سال ۱۹۸۵ و به کارگردانی برونو کوربوچی است. در این فیلم بازیگرانی همچون باد اسپنسر و ترنس هیل  ایفای نقش کرده‌اند.